# Humfried von Montfort
Humfried von Montfort († 12. Februar 1284) war Herr von Tyrus und Beirut.
Er war ein jüngerer Sohn des Philipp von Montfort, Herr von Castres, La Ferté-Alais und Bréthencourt, Tyrus und Toron, und dessen zweiter Frau Maria von Antiochia-Armenien.
Am 1. Oktober 1274 heiratete Humfried Eschiva von Ibelin (* 1253; † 1312), Tochter des Johann von Ibelin, Herr von Beirut († 1264) und dessen Frau Alice von La Roche sur l’Ognon. Mit Eschiva hatte er sieben Kinder:
- drei Söhne und eine Tochter, alle jung verstorben;
- Amalrich von Montfort († 28. Dezember 1304);
- Ruben von Montfort († 8. September 1313) ⚭ 1299 Maria von Ibelin († 1340), Tochter des Balian von Ibelin († 1302), Seneschall von Zypern;
- Alix oder Helvis (1295 belegt).

1282 starb seine Schwägerin Isabella von Ibelin und Eschiva erbte von ihr die Herrschaft Beirut. 1283 starb auch Humfrieds Bruder Johann von Montfort. König Hugo I. von Jerusalem, hatte sich zuvor das Recht gesichert, Johanns Herrschaft Tyrus zur Krondomäne einzuziehen, erlaubte nun aber Humfried, diese in Besitz zu nehmen. Als Humfried nur sechs Monate später starb, zog der neue König Johann II. die Herrschaft Tyrus schließlich ein und vergab sie an seinen Bruder, Amalrich von Tyrus, vermutlich weil er Humfrieds Söhne für zu jung hielt, die Herrschaft wirksam gegen die Muslime zu verteidigen. Die Herrschaft Beirut blieb im Besitz Eschivas.